# Karel Burian (pěvec)
Karel Burian, ve světě známý jako Carl Burrian (12. ledna 1870 Rousínov u Rakovníka – 25. září 1924 Senomaty), byl český operní pěvec, přední tenorista své doby, spisovatel a překladatel operních libret. Vynikl především jako interpret rolí v operách Richarda Wagnera.  

## Život

### Mládí a studium
Narodil se jako první syn v rodině truhláře Františka Buriana (* 1843) a jeho ženy Františky, rozené Černé. Už v dětství projevoval hudební talent, od čtyř let se učil hrát na housle a tahací harmoniku,  dobře zpíval. Měl absolutní sluch a také vynikající, fotografickou paměť. Ve škole byl vždy premiantem.
Začal studovat na reálce v Rakovníku a jako nadaný žák byl doporučen ke studiu na Akademickém gymnáziu v Praze, kam se s ním roku 1884 odstěhovala celá rodina. Rodiče si v Praze pronajali kavárnu Slavia, ale jejich podnikání nebylo úspěšné. Otec pak pracoval v Ringhoferově továrně na Smíchově.
Po maturitě v roce 1889 Karel Burian navštěvoval na přání rodičů v letech 1889–1891 právnickou fakultu Karlovy univerzity, kterou opustil, aby se věnoval pouze zpěvu. Byl žákem pražského učitele zpěvu Mořice Wallersteina a kapelníka Angera a také vypomáhal jako zpěvák v Maiselově synagóze.

### Pěvecká kariéra
V září 1891 debutoval v roli Jeníka Smetanovy Prodané nevěsty v českém Národním divadle v Brně. Během tří měsíců nastudoval více než deset rolí, zpíval v Daliborovi, Hubičce, Trubadurovi, Sedláku kavalírovi a dalších. Neúspěšně se ucházel  o místo v Národním divadle v Praze.  V následující  sezóně využil nabídky kapelníka Alfréda Škroupa na angažmá v operním sboru v Revalu (dnes Tallinn). Shodou okolností se mu záhy podařilo získat sólovou roli Fausta v Gounodově stejnojmenné opeře, když nastoupil za indisponovaného tenoristu. Tohoto  úkolu se zhostil velmi dobře, přes noc se naučil obtížný part a proslavil se jako vynikající zpěvák. Zpíval zde své první role v operách Richarda Wagnera Lohengrin a Tannhäuser, pořádal písňové koncerty. Po sedmi měsících odcestoval na další angažmá do Lipska (1893), odkud jej však ředitel Max Stegmann po prvním představení vyhodil pro nevhodný hlas a chlapecký zjev.
V letech 1893–1900 putoval po německých městech. Nejprve s Baumannovou operní společností, potom  účinkoval v opeře v Cáchách (1893),  Kolíně nad Rýnem (1894–1896), vyzkoušel si sólové party v Královské opeře v Hannoveru (1896–1898), odkud zajížděl hostovat do Brém. V roce 1898 se stal sólistou (zprvu na záskok v roli Tannhäusera) v Královské opeře v Hamburku, kde slavil velké úspěchy v rolích hrdinných tenorů. Chtěl se ale vrátit do Čech, dokonce odmítl nabídku z Berlínské opery.
V roce 1900 nastoupil do Národního divadla v Praze  i se svou ženou, sopranistkou Františkou Burianovou-Jelínkovou, a svým bratrem Emilem. Poprvé vystoupil v červenci 1901 v roli Dalibora  ve stejnojmenné opeře. Zpíval zde řadu velkých rolí, ale jeho postavení bylo komplikované. Dámská část publika mu nebyla nakloněna, dávala přednost jeho předchůdci. Někteří kritikové  mu vyčítali jeho působení v Německu a situaci zhoršovala i Burianova nedisciplinovanost, když  nebyl schopen se přizpůsobit každodennímu režimu a na poslední chvíli se nedostavil na představení. Po neshodách s ředitelem opery Karlem Kovařovicem Burian  z Národního divadla odešel ještě před koncem sezóny.  Po dobu deseti a půl měsíců zde Karel Burian účinkoval v šedesáti operách a zároveň na čtyřech koncertních vystoupeních. V letech 1901–1902 působil v Budapešti, kde sklízel úspěchy jako wagnerovský pěvec, především v roli Tristana.
Poté následovalo angažmá v drážďanské Semperově opeře (1902–1911), kde se stal stěžejním představitelem tenorových rolí v operách Richarda Wagnera a také ve světové premiéře v roli krále Heroda v opeře Richarda Strausse Salome po boku Emy Destinnové. Na přání Richarda Strausse spolu vystoupili znovu roku 1907 v Paříži před francouzským prezidentem. Burian se stal hvězdou světových scén. Jezdil hostovat do Mnichova, Londýna, Lipska, Curychu, Frankfurtu nad Mohanem, Bruselu, Norimberka, Bayreuthu, Lvova, Paříže, Budapešti a dalších. V letech 1907–1913 pravidelně hostoval v Metropolitní opeře v New Yorku, kde vystupoval mimo jiné pod taktovkou Gustava Mahlera a Artura Toscaniniho, zpíval také ve Filadelfii, Baltimore, Bostonu. Stal se tak prvním Čechem, který zpíval v tomto operním domě. Byl vyznamenán rytířským křížem Albrechtova řádu, získal řád Františka Josefa, velkou zlatou medaili krále Ludvíka Bavorského pro vědy a umění, francouzský řád Čestné legie. Do Čech jezdil jen zřídka, zpíval většinou na koncertech. V Národním divadle vystoupil jenom dvakrát, v prosinci 1903. V roce 1910 se vrátil do Národního divadla, ale po definitivní roztržce s Kovařovicem odešel do Vídně, kde v letech 1912–1913 měl angažmá ve Dvorní opeře. Výnosem c. a k. místodržitelství mu roku 1913 bylo uděleno uherské občanství se jménem Burian-Dálnoki, aby mohl nadále působit v operním domě v Budapešti.

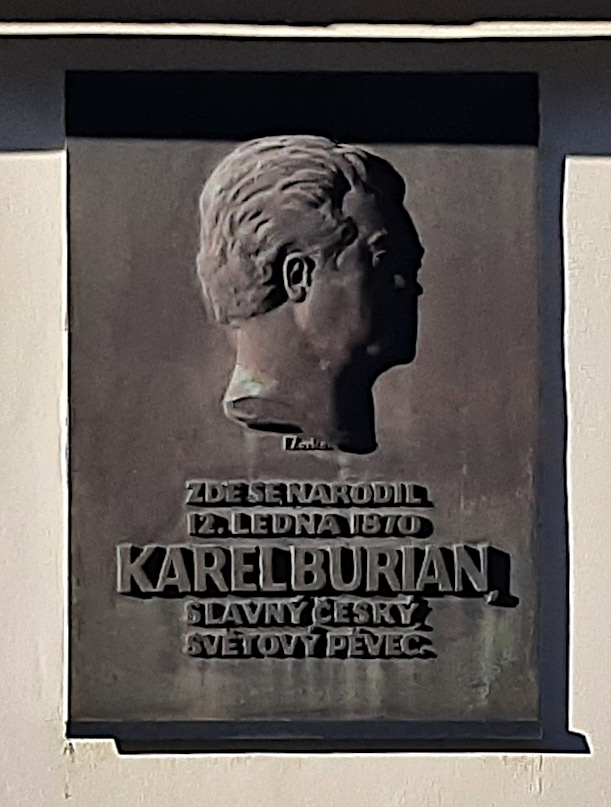
Pamětní deska na rodném domě v Rousínově

### Závěr života
Během první světové války kromě Budapešti hostoval v divadlech v rámci celého Rakouska-Uherska. V roce 1915 vystoupil v Praze se sborem České filharmonie a zazpíval tenorový part 13. Lisztova žalmu. Mimo Prahu vystupoval v Brně, Olomouci, Plzni, Českých Budějovicích a dalších městech. Burian ovládal několik jazyků a často  překládal  básně i operní libreta z němčiny, italštiny a francouzštiny do češtiny a z češtiny do němčiny. Přeložil do češtiny všechny opery Richarda Wagnera, verše Heinricha Heineho, Friedricha Hebbela. Z češtiny překládal Jaroslava Vrchlického a české lidové písně. Ve svém repertoáru měl asi 75 oper, které měl nastudovány česky, německy, italsky, francouzsky, italsky a maďarsky. Na koncertech zpíval stovky písní v češtině, němčině, francouzštině. V cizině propagoval tvorbu soudobých českých skladatelů (Novák, Jindřich, Kunc). Rád zpíval české lidové písně, společně s přítelem Jindřichem Jindřichem vydali sbírku těchto písní pod názvem  Burianovo album.
Roku 1920 se stala nehoda, když se místo vody napil louhu. Spekulovalo se o tom, zda šlo o nešťastnou náhodu nebo úklady nepřátel. V poválečných letech už se mu nepodařilo obnovit svou bývalou kariéru. Po vzniku Československé republiky marně usiloval o trvalé přijetí do souboru Národního divadla. V roce 1922 vystoupil naposledy na scéně Národního divadla v rolích Tannhäusera a Dalibora, ale poškození hlasivek i zhoršený zdravotní stav se projevil v klesající úrovni jeho pěveckých výkonů. Trpěl cukrovkou a chorobami jater a ledvin, které byly způsobeny nezdravou životosprávou, stresem, náročným povoláním a nadměrnou konzumací alkoholu. Přebýval na svém statku v Senomatech, odkud vyjížděl na koncerty a psal své paměti.
V březnu 1924 po koncertu v Nitře navštívil holiče, přičemž dostal infekci kůže, která vedla ke smrtelnému onemocnění. Zemřel  na otravu krve 25. září 1924 na svém statku v rodném kraji. Urna s jeho popelem je od roku 1931 uložena na hřbitově v Rakovníku společně s bratrem Emilem. 
Soudobá kritika si jej cenila jako nejlepšího wagnerovského tenora, někdy byl stavěn dokonce nad Carusa, který o něm sám říkal: „Burian může zpívat všechno, já jenom něco.“ Vzorně a vzorově ztvárňoval také postavy z oper Bedřicha Smetany. Měl krásný, ušlechtilý, barytonově zbarvený tenor plného, kulatého zvuku, výbornou výslovnost českou i německou, rovněž byl skvělý herec. Dokonalou hlasovou techniku a frázování doprovázel oduševnělý, procítěný projev.

## Rodina
Jeho manželkou byla zpěvačka ND Františka Burianová-Jelínková (* 1870), s níž se seznámil během svého působení v Kolíně nad Rýnem. Vzali se v roce 1895 v Praze. Měli jediného syna Richarda (* 1898), v letech pražského působení bydleli vedle Národního divadla v domě čp. 330/I na Smetanově nábřeží 16.
V roce 1911–1913  Burian žil s Elsou Dingesovou, kterou poznal v Drážďanech. Odjeli spolu do Ameriky, ale Elsa v New Yorku v roce 1913 zemřela. Vztah s vdanou ženou měl pro Buriana soudní dohru, když manžel zemřelé ženy podal žalobu. Burian byl odsouzen za cizoložství a Metropolitní opera s ním ukončila spolupráci.
Karlův mladší bratr Emil Burian byl barytonistou v Národním divadle v Praze, otcem hudebního skladatele a divadelníka Emila Františka Buriana a dědečkem písničkáře Jana Buriana.

## Metropolitní opera
V Metropolitní opeře v New Yorku debutoval 30. listopadu 1906 v roli Tannhäusera ve stejnojmenné Wagnerově opeře. V USA působil  pod jménem Carl Burrian a celkem vystoupil asi ve 130 představeních. Dále zde zpíval Siegfrida (pod taktovkou Gustava Mahlera v Siegfridovi a pod taktovkou Artura Toscaniniho v Soumraku bohů), Lohengrina, Tristana, Siegmunda ve Valkýře, Logeho ve Zlatu Rýna. Vedle Wagnerovských rolí zpíval rovněž Florestana v Beethovenově Fideliovi. Naposledy v MET vystoupil 6. února 1913 jako Siegmund.

## Citát
| „             | Karel Burian jistě vědomě zarmoutil málokoho. Byl člověk zlatého srdce, společenské uhlazenosti a světa zkušený. Umělec světového formátu! Operní hrdina takové tragiky, že z jeho vypravování v Tannhäusru o pouti do Říma měli jste dojem otřásající, v jeho umírajícím Tristanu viděli jste skonávat velkou lásku a mladý jeho "Siegfried" jásal zase tak radostně a neúnavně, jako by zpíval úlohu nenáročnou. Kdy by pak nevzpomínal jeho bohatýrského Dalibora, jímž za režimu Kovařovicova zahajoval svůj engagement u Národního divadla. Mistr! | “ |
| — Rudolf Deyl | |   |